# Martínez Nadal (estación del Tren Urbano de San Juan)
Martínez Nadal es una estación de metro del Tren Urbano situada en el sector de Gobernador Piñero ubicado en el municipio de San Juan colindando con el municipio de Guaynabo del Estado Libre Asociado de Puerto Rico. La estación fue inaugurada el 17 de diciembre de 2004.
El Tren Urbano así como la red de autobuses y las lanchas de Cataño están gestionados por la Autoridad de Transporte Integrado (ATI) de la Autoridad Metropolitana de Autobuses (AMA).

## Descripción
Se compone un andén central de 138 metros de longitud y tres vías laterales. La estación colinda con las facilidades de mantenimiento y almacenamiento del Tren Urbano.
Los trenes están programados para salir de Martínez Nadal cada 8 minutos durante los periodos de horas pico, y toman alrededor de 20 minutos en llegar a la estación de Sagrado Corazón y 10 minutos en llegar a la estación opuesta de Bayamón.
La estación cuenta con facilidades de Park and Ride con más de 1.100 espacios y una terminal de autobuses. 

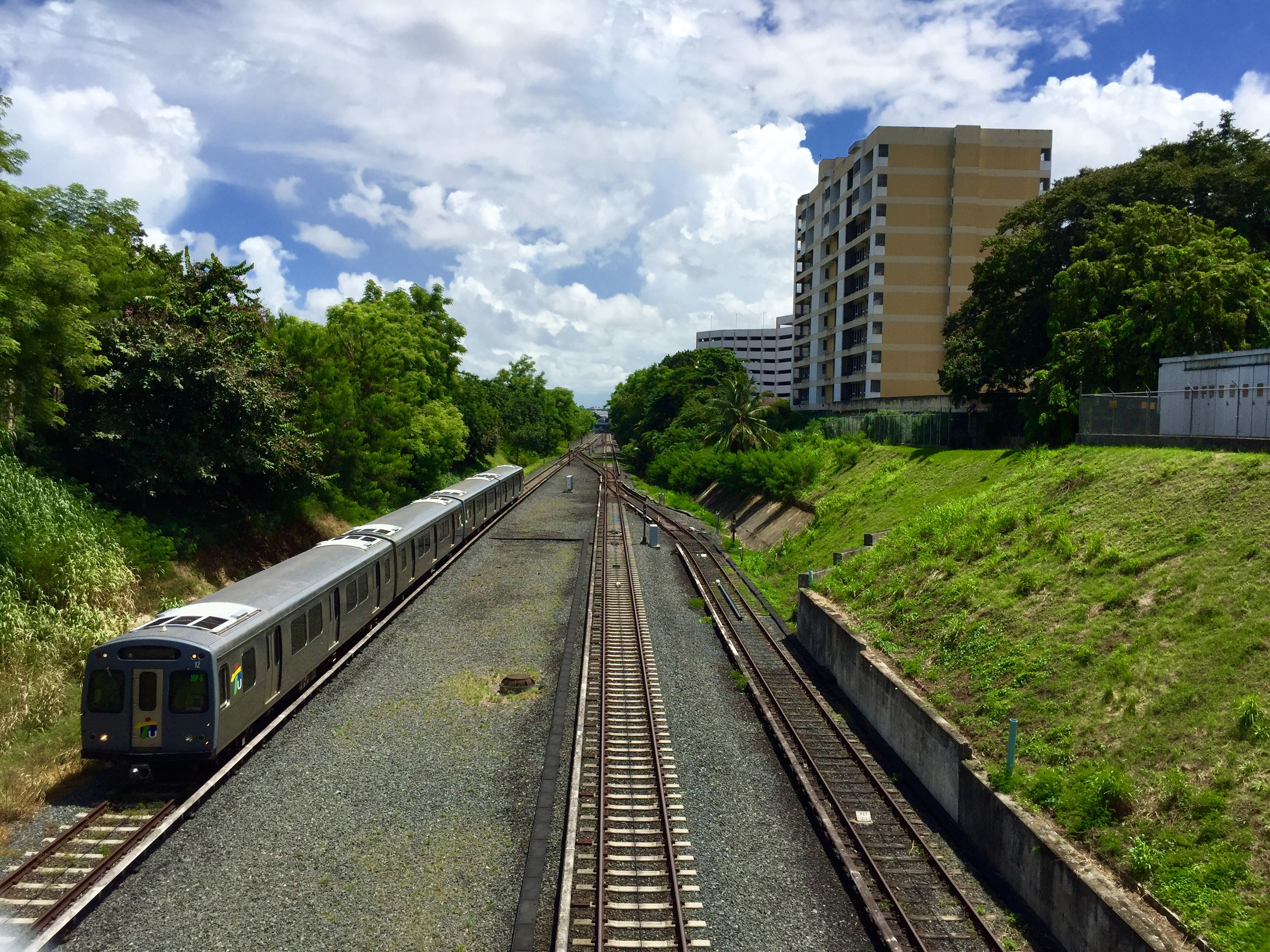
Tren Urbano acercándose a la estación de Martínez Nadal
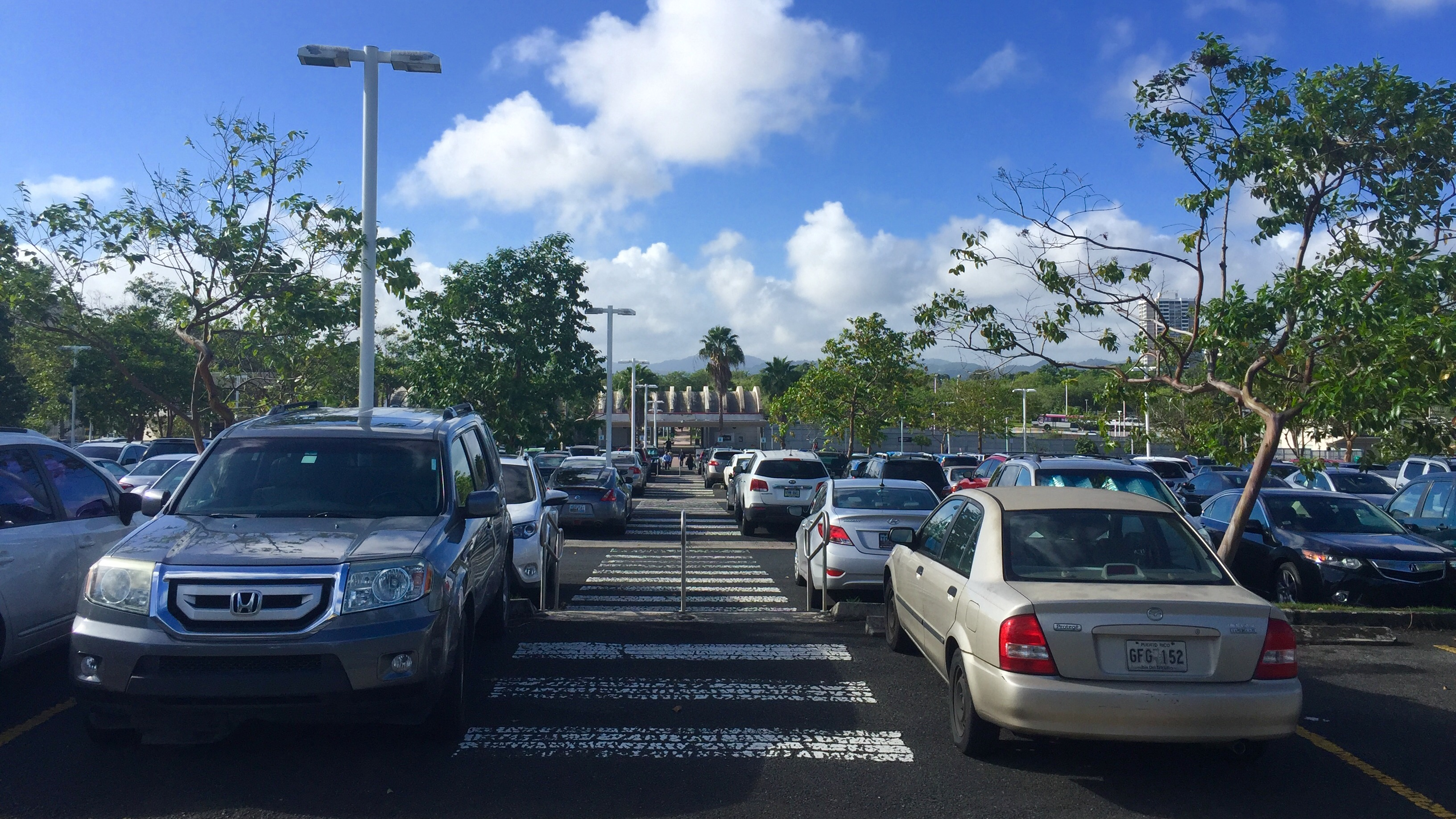
Instalaciones de park and ride
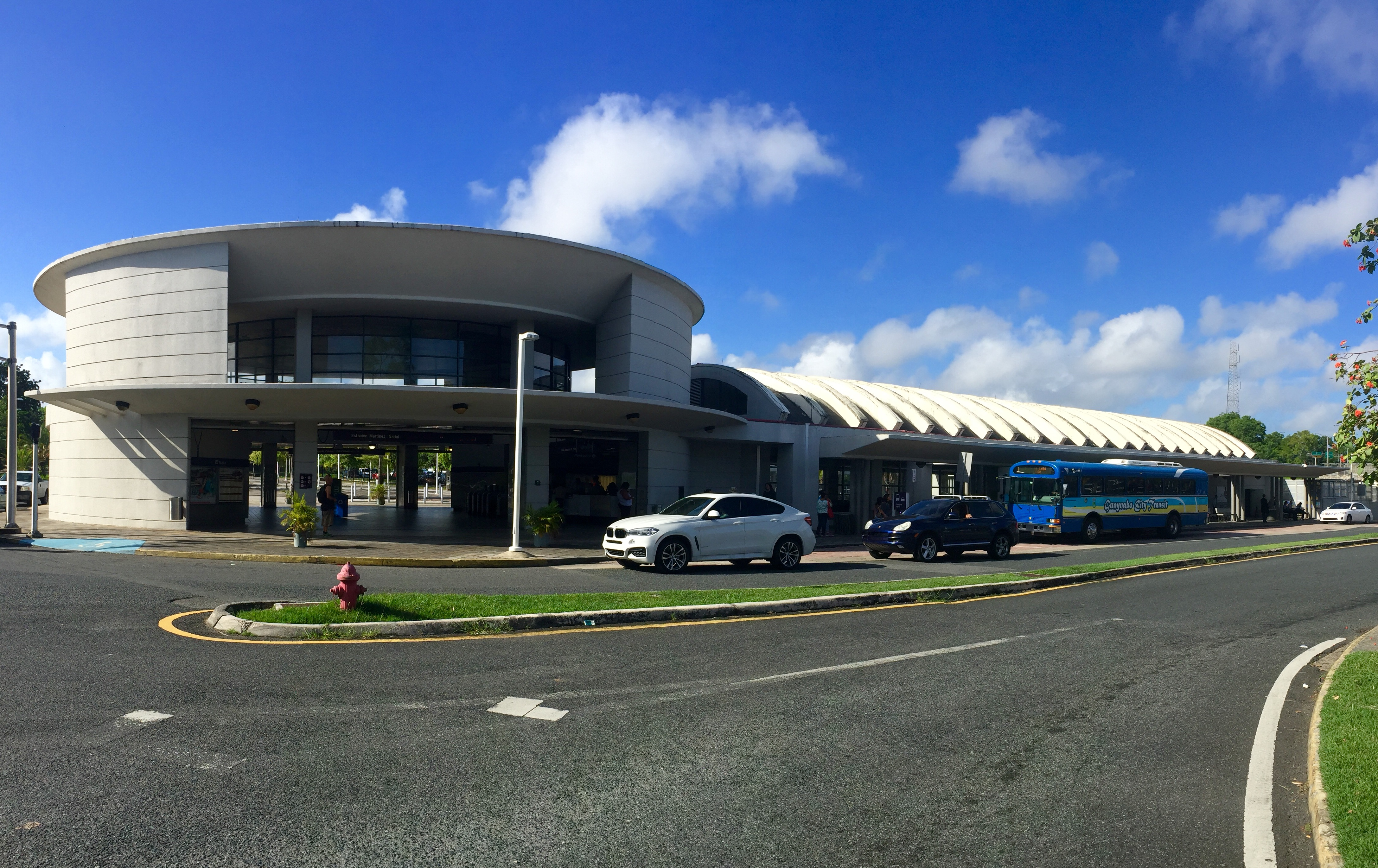
Vista de la entrada principal
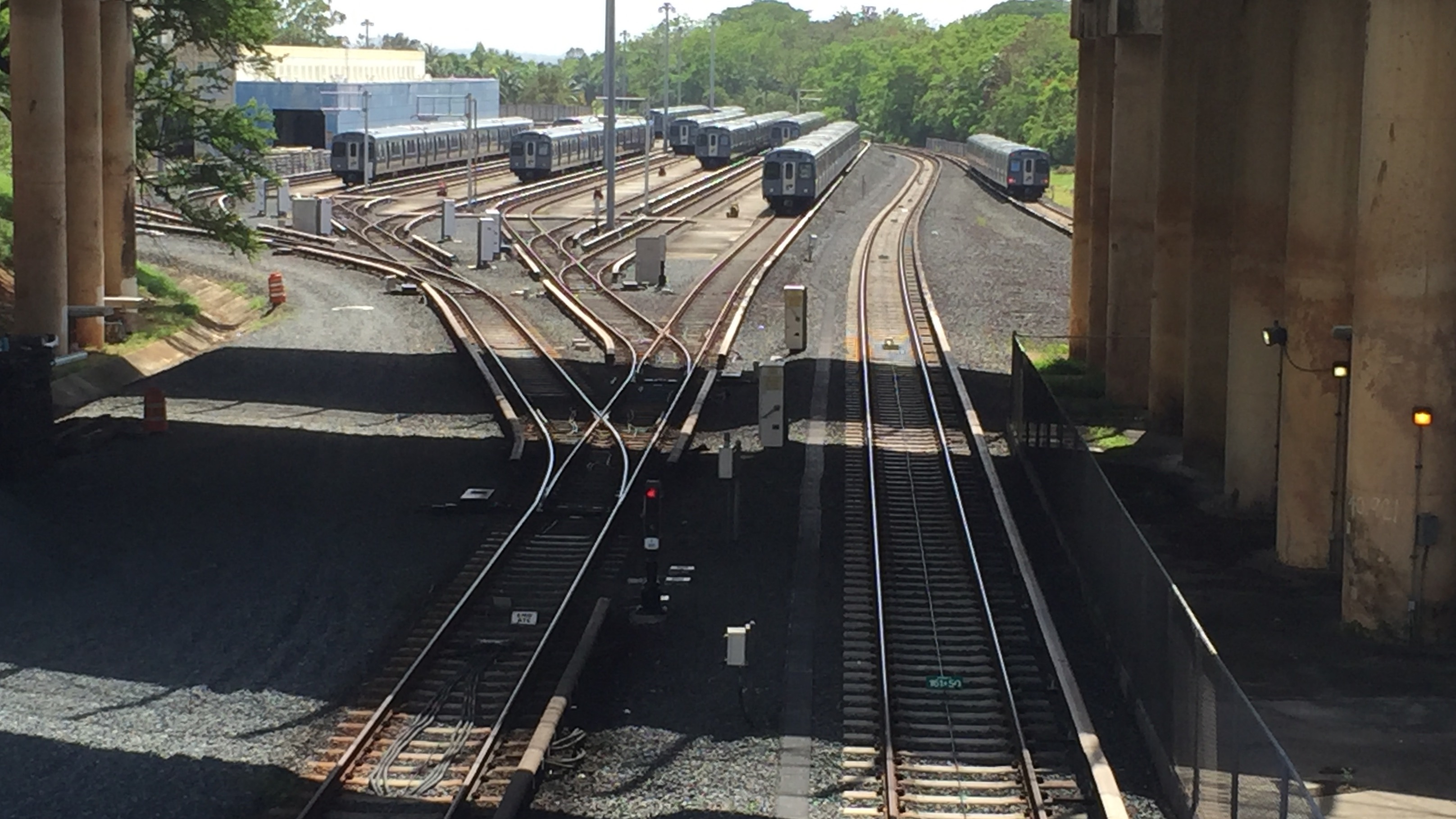
Vista del taller ferroviario desde la estación

## Terminal de autobús

### Rutas
Terminal Lanchas de Cataño
- T4 Archivado el 30 de diciembre de 2016 en Wayback Machine.: Estación Martínez Nadal – Terminal Lanchas de Cataño, Cataño

Guaynabo
- D27: Estación Martínez Nadal – Avenida Lomas Verdes – Museo del Transporte – Coliseo Mario Quijote Morales – Guaynabo

Otras rutas
- T8 Archivado el 30 de diciembre de 2016 en Wayback Machine.: Estación Martínez Nadal – Avenida Jesús T. Piñero – Parque Luis Muñoz Marín – Estación Piñero

## Lugares de interés
- Hospital Metropolitano